# I Rada Rzeczypospolitej Polskiej
I Rada Rzeczypospolitej Polskiej – zwołana została na sesję w dniu 18 grudnia 1954. Na pierwszym posiedzeniu wybrano na Prezesa Rady Emiliana Moszyńskiego, na wiceprezesów Tadeusza Bugayskiego, Kazimierza Okulicza i Jerzego Ścibora, a na sekretarza Rady Juliusza Sokolnickiego. Została rozwiązana 17 grudnia 1957 r.

## Członkowie I Rady Rzeczypospolitej Polskiej[5][6]

### Z nominacji Prezydenta RP
- Władysław Dziadosz
- Józefa Izabella Gruszkowa
- Stanisław Karpiński
- Stanisław Lubodziecki
- Bronisław Łokaj
- Stanisław Mackiewicz - do 3 maja 1956
- Wacław Motz
- Antoni Pająk
- Michał Darowski
- Jan Lachowicz
- Marian Murawski - do maja 1957
- Stanisław Pomianowski
- Jan Walewski
- Antoni Brochwicz-Lewiński (powołany 12 marca 1957)
- Aleksander Zawisza (powołany 12 marca 1957)
- Wacław Wismont-Lewicki (powołany 14 maja 1957)
- Stanisław Nowak (powołany 14 maja 1957)

### Z wyborów
- Wacław Rózga
- Adam Ludwik Sokołowski - do 27 lipca 1956
- Jan Józef Kafel
- Jan Zalewski
- Zbigniew Bryniarski
- Kazimierz Polkowski
- Władysław Płóciennik
- Tadeusz Brzeski
- Xawery Glinka
- Ludwik Ząbkowski
- Jerzy Gawenda
- Jerzy Ścibor
- Kazimierz Okulicz
- Hugon Hanke - do 12 października 1955
- Emilian Moszyński
- Karol Korytowski
- Tadeusz Bugayski
- Kazimierz Fabrycy
- Wacław Przeździecki
- Tadeusz Borowiecki
- Walerian Kwiatkowski
- Jan Matłachowski - do 9 czerwca 1957
- Jan Gładysz - do 18 maja 1955
- Stanisław Liszka - wybrany 31 maja 1955
- Stanisław Owsianka - wybrany 19 czerwca 1955
- Zygmunt Kotowicz - wybrany 19 czerwca 1957

### Wyznaczeni przez stronnictwa i ugrupowania polityczne
- Józef Godlewski (Klub Ziem Wschodnich)
- Juliusz Sokolnicki (Konwent Walk o Niepodległość) - do 28 kwietnia 1957
- Edward Gurtler (Konwent Walk o Niepodległość)
- Tadeusz Deiholos (Konwent Walk o Niepodległość) - do 15 sierpnia 1956
- Kazimierz Sawicki (Liga Niepodległości Polski - Kraj i Prawo) - do 10 października 1956
- Romuald Wernik (Liga Niepodległości Polski - Kraj i Prawo) - do listopada 1956
- Jerzy Zaleski (Liga Niepodległości Polski - Kraj i Prawo)
- Roman Orwid Bulicz (Niezależny Ruch Społeczny) - do 27 września 1955
- Tadeusz Hamuliński (Niezależny Ruch Społeczny)
- Stanisław Dołęga Modrzewski (Stronnictwo Pracy)
- Zygmunt Muchniewski (Stronnictwo Pracy)
- Roman Iwicki (Stronnictwo Pracy) - do kwietnia 1956
- Adam Pragier (Związek Socjalistów Polskich na Obczyźnie)
- Jan Dankowski (Związek Socjalistów Polskich na Obczyźnie)
- Janusz Witołd-Alexandrowicz - wyznaczony 24 kwietnia 1956
- Józef Dybowski - wyznaczony 2 maja 1957
- Zdzisław Miłoszewski - wyznaczony 23 maja 1957
- Władysław Trompeteler - wyznaczony 23 maja 1957